# Internationale Marx-Engels-Stiftung
Die Internationale Marx-Engels-Stiftung (IMES) ist ein internationales wissenschaftliches Netzwerk, das 1990 auf Initiative des International Institute of Social History (IISH) in Amsterdam gegründet worden ist. Zweck der Stiftung ist die Herausgabe einer historisch-kritischen Gesamtausgabe der Werke von Karl Marx und Friedrich Engels (Marx-Engels-Gesamtausgabe – MEGA). Die Stiftung gab die MEGA-Studien als Begleit-Zeitschrift zur Gesamtausgabe heraus, sowie ab 2003 das Marx-Engels-Jahrbuch als Forum für die Marx-Engels-Forschung.
Beteiligt sind neben dem Amsterdamer Institut (IISH), die Berlin-Brandenburgische Akademie der Wissenschaften (BBAW), das Karl-Marx-Haus (KMH) der Friedrich-Ebert-Stiftung in Trier, das „Russische Staatsarchiv für Politik- und Sozialgeschichte“ (RGA) und das „Unabhängige Russische Institut zur Erforschung sozialer und nationaler Probleme“ (RNI), beide mit Sitz in Moskau. Unterstützt wird die Arbeit der Stiftung durch einen vielköpfigen internationalen wissenschaftlichen Beirat sowie Teams aus mehreren Ländern.

## Struktur
Die Gremien der Internationalen Marx-Engels-Stiftung sind:

### Vorstand
- Beatrix Bouvier (Trier)
- Herfried Münkler (Berlin)
- Oleg Naumow (Moskau)
- Erik-Jan Zürcher (Amsterdam)
- Michael Quante (Münster)

ehemals im Vorstand:
- Kirill Anderson
- Dieter Dowe
- Jaap Klostermann
- Marcel van der Linden
- Hans Pelger[5]
- Andrej Sorokin[6]

### Redaktionskommission
- Georgii A. Bagaturiia (Moskau)
- Beatrix Bouvier (Trier)
- Fangguo Chai
- Galina D. Golovina (Moskau)
- Lex Heerma van Voss (Amsterdam)
- Jürgen Herres (Berlin)
- Gerald Hubmann (Berlin)
- Götz Langkau (Amsterdam)
- Manfred Neuhaus (Berlin)
- Izumi Omura (Sendai)
- Teinosuke Otani (Tokio)
- Fred E. Schrader (Paris)
- Ljudmila L. Vasina (Moskau)
- Carl-Erich Vollgraf (Berlin)
- Wei Jianhua (Beijing)

ehemals in der Redaktion:
- Elena Aržanova
- Jacques Grandjonc
- Martin Hundt
- Jürgen Rojahn
- Fred Schrader
- Vitalij Vygodskij[7]
- Terrell Carver (Bristol)
- Timm Graßmann
- Claudia Reichel[8]

### Wissenschaftlicher Beirat
- Andreas Arndt
- Shlomo Avineri (Jerusalem)
- Harald Bluhm
- Warren Breckman
- Gerd Callesen (Wien)
- Patrik Fridenson (Paris)
- Carlos B. Gutiérrez (Bogotá)
- Hans-Peter Harstick (Wolfenbüttel)
- Rahel Jaeggi
- Hermann Klenner (Berlin)
- Jürgen Kocka (Berlin)
- Nikolai I. Lapin (Moskau)
- Hermann Lübbe (Zürich)
- Teodor I. Oizerman (Moskau)
- Bertell Ollman (New York)
- Michael Quante
- Pedro Ribas (Madrid)
- Bertram Schefold (Frankfurt/Main)
- Wolfgang Schieder (Köln)
- Hans Schilar (Berlin)
- Walter Schmidt (Berlin)
- Gareth Stedman Jones (Cambridge)
- Shiro Sugihara (Osaka)
- Immanuel Wallerstein (Paris/Binghamton, New York)
- Jianhua Wei (Peking)

ehemals im Beirat waren:
- Robert E. Cazden
- Iring Fetscher (Frankfurt/M.)
- Eric J. Fischer (Bussum, Niederlande)
- Francesca Gori (Mailand)
- Andrzej F. Grabski (Lodz)
- Eric Hobsbawm (London)
- Michael Knieriem (Wuppertal)
- Mikhail P. Mchedlov (Moskau)
- Tsutomu Ouchi (Tokio)
- Jean Stengers (Brüssel)
- Toshiro Sugimoto
- Ferenc Tökei
- Zhou Liangxun